# Райский плоскохвостый попугай
Райский плоскохвостый попугай или красноплечий райский попугай (лат. Psephotellus pulcherrimus), — исчезнувший вид птиц из семейства Psittaculidae.

## Внешний вид
Длина тела 27 см. Лоб, малые кроющие крыла, центр живота, подхвостье и бедро — красные. Затылок и голова — чёрные. Участки вокруг глаз, у основания клюва и щёки — жёлтые. Горло, грудь и живот — изумрудно зелёные, переходящий в бирюзовый по бокам. Спинка и маховые перья коричнево-серые. Изгиб крыла, кроющие маховых и подкрылья — голубые. Хвост снизу серо-голубой. Окологлазное кольцо серое. Радужка коричневая. Лапы коричневые. Самка более блёклая. Лоб горчичный. Перья с оранжевыми кончиками. Брюшко и подхвостье голубое. На брюшке имеются «вкрапления» красного. Спинка, крестец, надхвостье — бирюзовое. Малые и средние кроющие крыла красные неяркие. Кромка крыла, кроющие маховых, внешняя сторона маховых серо-голубые.

## Распространение
Обитал в Австралии (центр и юг Квинсленда, Новый Южный Уэльс).

## Образ жизни
Населяли саванны с редкими деревьями и открытые местности вдоль бассейна рек.

## Размножение
Гнездовой период приходился на сентябрь — март. Гнёзда устраивали в старых термитниках, иногда в норах, вырытых в обрывистых берегах пересохших речек. В кладке 4—5 яиц.

## Причины исчезновения
Во второй половине XIX века были довольно обычны. Считается недавно вымершим. Причины: выжигание старой травы на пастбищах и их вытаптывание (лишало попугая основного источника питания — семян травы), засухи, вырубка эвкалиптов, разорение гнёзд (людьми, местными грызунами, мелкими хищниками), отлов птицы для содержания в клетке (один из самых популярных питомцев англичан). В последний раз этот попугай был замечен 14 сентября 1927 года, после этой даты райского плоскохвостого попугая больше не видели.

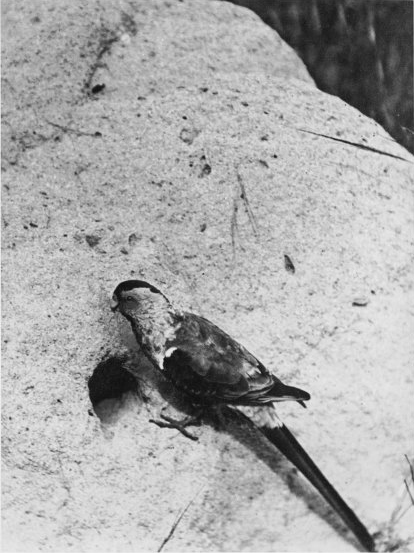
Фотография 1900-х гг.
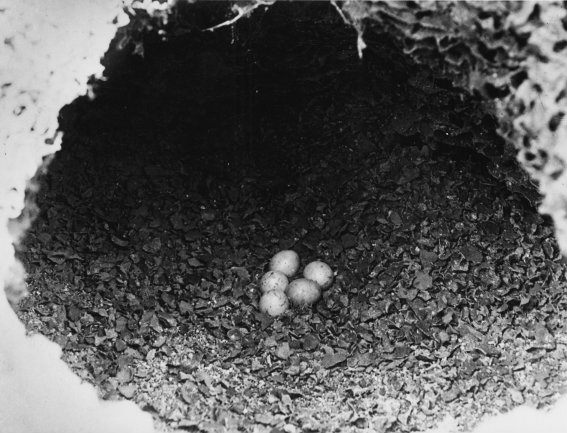
Кладка яиц
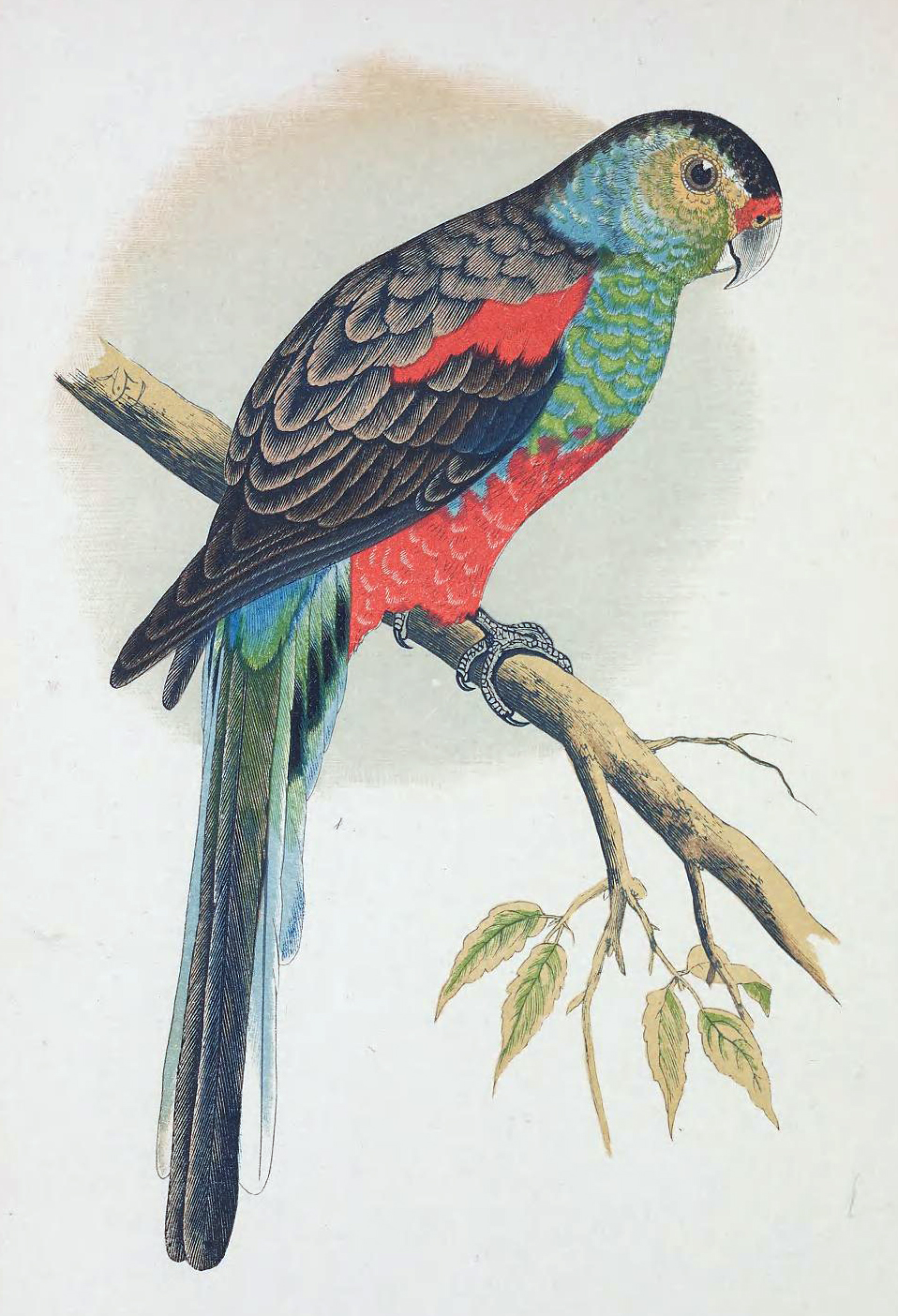
Рисунок